# Turó del Pi de Malla
El Turó del Pi de Malla és una muntanya de 513 metres que es troba entre els municipis de Navars i de Súria, a la comarca catalana del Bages.